# 히스쥐
히스쥐(Pseudomys shortridgei)는 쥐과에 속하는 설치류의 일종이다. 오스트레일리아의 토착종이다.

## 특징
오스트레일리아쥐속에 속하는 가장 큰 종의 하나로 몸무게는 55~90g, 꼬리 길이 8~11cm 제외한 몸길이는 9~12cm이다. 등 쪽의 털은 회색-갈색을 띠고 담황색과 검은색 반점이 나 있으며, 배 쪽은 연한 색을 띤다. 몸 윗쪽에 짙은 색의 조모가 덮여 있으며, 솜털같은 덮인 몸을 보인다. 발은 갈색이지만 몸보다 살짝 연한 색을 띤다. 겉모습이 덤불쥐와 아주 유사하지만, 발 엄지발가락 뒷쪽 발바닥 모양이 차이가 난다. 히스쥐의 머리는 무딘게 특징적으로 콧날이 오똑한 로마 코와 부풀어 오른 눈을 가지고 있으며 오스트레일리아쥐속의 대다수가 공유하는 특징이다. 오스트레일리아쥐속의 또 다른 공통적인 특징은 히스쥐와 덤불쥐를 구별하는 데 도움이 되는 두 번째 형태학적 특징으로 꼬리 윗면의 어두운 색과 아랫면의 밝은 색의 독특하게 이중적인 색을 띠는 털북숭이 꼬리다. 빅토리아주와 사우스오스트레일리아주, 웨스턴오스트레일리아주가 위협종으로 분류한다.